# 朱雲影
朱雲影（1904年7月27日—1995年1月28日），字孔澤，江西浮梁儒林鄉（今屬景德鎮）人。軍事委員會政治部第三廳研究室研究員、台灣省編譯館編纂兼資料室主任、台灣師範大學歷史系主任、歷史研究所所長。出版有《日本必敗論》、《中國文化對日韓越的影響》等書。

## 生平

### 早年生活
雲影自幼失恃，由兩姊扶養成人，後得伯父資助，考入江西省立第一師範學校。畢業後加入國民革命軍（蔣中正統領），參加北伐。
民國18年（1929年）四月，考取官費，留學日本，入讀東京高等師範學校。民國23年（1934年）三月，於東京高等師範學校畢業。同年四月，升讀京都帝國大學，專攻東洋史、亞洲史。

### 抗戰時期
民國26年（1937年）三月，京都帝國大學畢業，留校任助理教授，並與樊冠華結婚，同年7月7日，盧溝橋事變發生，因率領當地中國留學生抗議日軍侵華，被日本當局強行遣送回國，同年八月，任杭州之江文理學院（及今之江大學）教授，同年十一月，杭州告急，隨校遷往安徽屯溪。民國27年（1938年）一月，之江文理學院於上海復課，同年七月，辭去教職。
民國28年（1939年）二月，任「日本評論社」編輯部主編，主編「日本評論」，分析日本國情，堅定國人必勝信念。民國30年（1941年）四月，辭去主編職務。同年五月，任重慶「中國文化服務社」編審兼出版部主任，並出版「日本必敗論」，民國32年（1943年）八月，任魯蘇皖豫邊區學院文科教授兼科主任。

### 駐台時期
民國34年（1945年）八月，抗戰勝利。隔年八月，攜眷前往台北，任台灣省編譯館編纂兼資料室主任。
民國54年（1965年）七月，辭去師大系主任之職務，由戴玄之繼任。民國58年（1969年）八月，戴玄之休假，由朱雲影代理歷史系主任。
民國59年（1970年），師大歷史研究所成立，任首任所長。

### 晚年
晚年獲國家科學委員會之連續獎助，致力於中國文化圈之歷史研究，根據大量日、韓、越各國之原始文獻，檢討中國文化在學術，思想、政治、產業、社會、宗教各方面給予日、韓、越各國之歷史影響，寫成專題論文二十餘篇，發表於各種學術雜誌。
民國71年（1982年）十一月，隨夫人樊冠華赴美國探親，定居於加州佛雷斯那。民國84年（1995年）1月28日，於午睡中安然去世，年92歲。

## 作品
- 《日本必敗論》
- 《中國文化對日韓越的影響》
- 《日本漫話》
- 《日本改造論》
- 《越南與中國》
- 《泰國與中國》
- 《人類性生活史》
- 《中國古代史稿》